# Jeremy Soule

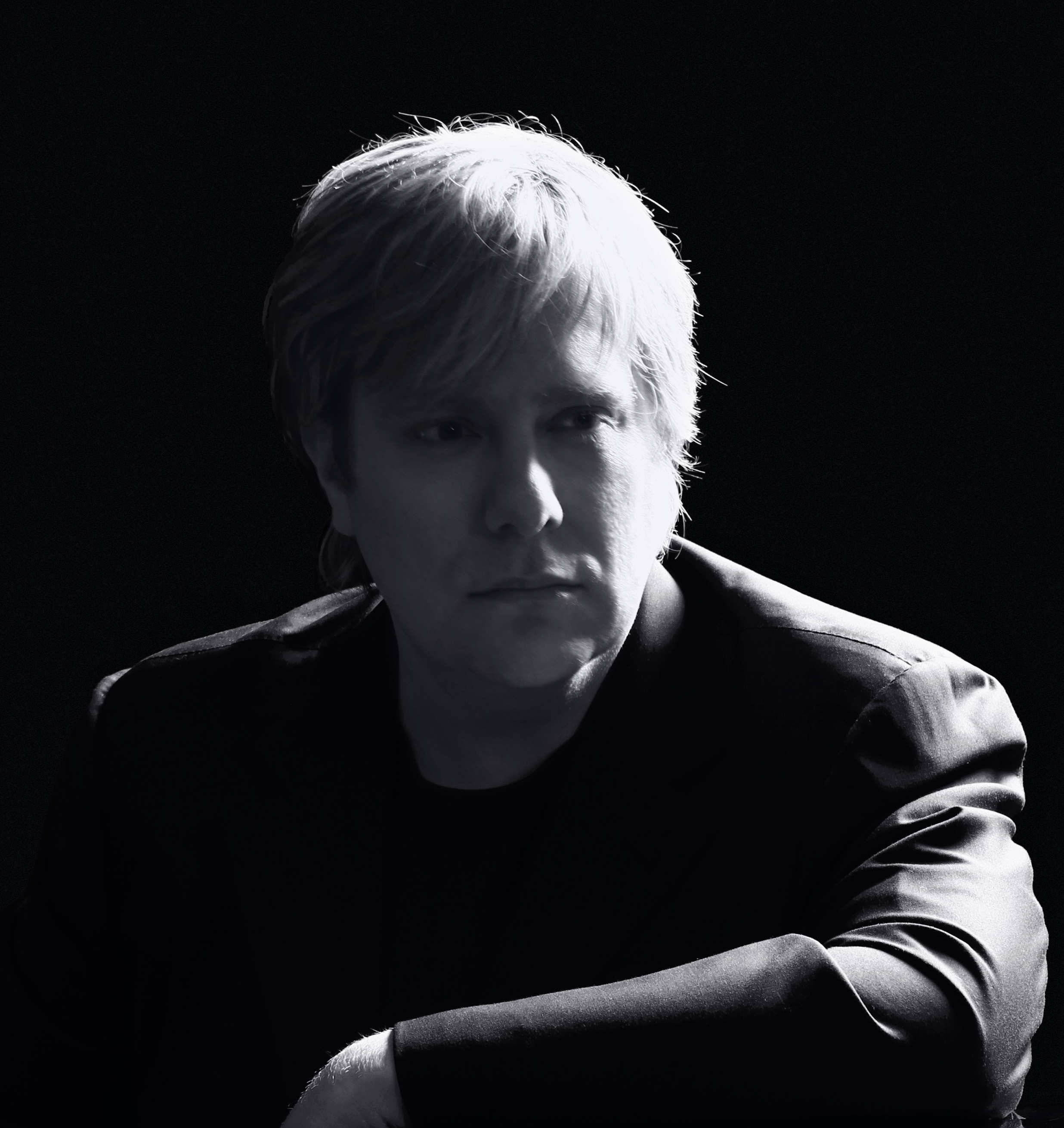

Jeremy Soule, född 1975 i Keokuk i Iowa, är en amerikansk kompositör som komponerar musik till film, TV och datorspel. Soule har komponerat musiken till över 60 datorspel och ett flertal andra verk, bland annat till den svenska dokumentärserien "Krig för Fred". Han har gjort musiken till bland annat The Elder Scrolls-serien och Baldurs gate Dark Alliance.

## Tidigt liv
Enligt Soules mamma syntes Jeremy Soules musikalitet redan i tidig ålder, då han kunde skriva noter innan han hade lärt sig att skriva text. Soule skaffade sig ingen formell akademisk utbildning inom musik utan blev undervisad av sin far, som själv var musiklärare, samt några av USA:s främsta akademiska lärare inom musik som såg stor potential i den unge Soule som ursprungligen övervägde att bli klassisk pianist istället för kompositör. Vid 19 års ålder blev Soule anställd av företaget Squaresoft som kompositör och det första spelet som Soule skapade under denna tid var Secret of Evermore till konsolen Super Nintendo, en konsol som bjöd på många begränsningar.

## Elder Scrolls
Soule har i sitt arbete med Elder Scrolls-serien fått stor frihet i sitt skapande. Soule beskriver det som att han har presenterats med en värld som han sedan fritt fått tonsätta. Medan Soule arbetade på musiken till Elder Scrolls IV: Oblivion var han med om en trafikolycka. Trots kraschens omfattning klarade sig Soule oskadd, men händelsen kom att påverka honom mentalt. Därför ville han att musiken i spelet skulle fånga det mänskliga liksom livets skönhet som en reflektion av olyckan.

## Star Wars: Knights of the Old Republic
Till skillnad från John Williams originalmusik för Star Wars-filmerna som var helt orkestrala var Soule begränsad till MIDI-format när han återskapade Williams kompositioner för spelet Star Wars: Knights of the Old Republic. Ändock har reaktionerna till spelets musik varit goda trots de begränsningar det tekniska formatet utgjorde för kompositionen.

## Inspiration
Soule har ofta uppgett i intervjuer att Ludwig van Beethoven liksom Johann Sebastian Bach har varit två stora inspirationskällor för hans musik. Men inspiration har även hämtats från annat håll såsom keltisk folkmusik såsom i stridsmusiken i spelet The Elder Scrolls IV: Oblivion.

## Anklagelser om våldtäkt och sexuellt ofredande
2019 riktade spelutvecklaren Nathalie Lawhead liksom sångaren och röstskådespelaren Aeralie Brighton anklagelser emot Soule om våldtäkt liksom sexuellt ofredande. 

## Bedrägerianklagelser
I mars 2013 startade Soule en kickstarterkampanj för att samla in pengar till ett nytt album vid namn The Northerner. Kampanjen var framgångsrik då över 4000 människor backade projektet och samlade in 159 252 dollar. 2018 släpptes ett album med låtskisser, men ett färdigställt album har över tio år senare fortfarande inte släppts, varav anklagelser riktats emot honom för bedrägeri. Likaså har Soule anklagats för bedrägeri gällande sitt företag DirectSong, då ett stort antal kunder inte fått de varor de beställt trots att betalningar genomförts.

## Verk i urval
| År   | Titel                                   |
| ---- | --------------------------------------- |
| 1995 | The Secret of Evermore                  |
| 2001 | Baldur's Gate: Dark Alliance            |
| 2002 | The Elder Scrolls III: Morrowind        |
| 2002 | Harry Potter and the Chamber of Secrets |
| 2003 | Star Wars: Knights of the Old Republic  |
| 2006 | The Elders Scrolls IV: Oblivion         |
| 2011 | The Elder Scrolls V: Skyrim             |

| År        | Film/Serie                                |
| --------- | ----------------------------------------- |
| 2013      | World of Warcraft: The Burdens of Shaohao |
| 2017-2018 | Star Wars Audio Comics                    |
| 2021      | Danelaw                                   |

## Utmärkelser
| År   | Pris                   | Kategori              | Spel                                    |
| ---- | ---------------------- | --------------------- | --------------------------------------- |
| 2004 | BAFTA Games Award      | Best Original Music   | Harry Potter and the Chamber of Secrets |
| 2006 | MTV Video Music Awards | Best Video Game Score | The Elder Scrolls IV Oblivion           |